# 新孟買地鐵
新孟買地鐵是印度新孟買興建中的地鐵系統，由城市及工業發展集團負責規劃及建設，預計將興建5條鐵路線，總長度達106.4（66.1英里）。
2011年5月1日，新孟買地鐵開工，在一系列工程延誤後，第一條線原應在2020年通車。然而，由於新冠疫情導致封城、宵禁和勞工缺乏，拖延了工程，新孟買地鐵第一條線進一步推遲至2022年通車。